# Henry Eriksson
Knut Henry Eriksson (Avesta, 23 gennaio 1920 – Gävle, 8 gennaio 2000) è stato un mezzofondista svedese, campione olimpico dei 1 500 metri piani ai Giochi di Londra 1948.

## Palmarès
| Anno | Manifestazione  | Sede   | Evento       | Risultato | Prestazione | Note |
| ---- | --------------- | ------ | ------------ | --------- | ----------- | ---- |
| 1946 | Europei         | Oslo   | 1500 m piani | Argento   | 3'48"8      |      |
| 1948 | Giochi olimpici | Londra | 1500 m piani | Oro       | 3'49"8      |      |